# تشانلفيو
تشانلفيو (بالإنجليزية: Channelview)‏ هي مدينة أمريكية تقع في ولاية تكساس.تبلغ مساحة هذه المدينة 47 (كم²)،ويبلغ عدد سكانها 38289 نسمة حسب إحصاء سنة 2010 م.

## التركيبة السكانية
حدّد مكتب تعداد الولايات المتحدة بيانات التركيبة السكانية لتشانلفيو في تعداد الولايات المتحدة. في ما يلي، التركيبة السكانية حسب تعدادي 2000 و2010.

### تعداد عام 2000
بلغ عدد سكان تشانلفيو 29,685 نسمة بحسب تعداد عام 2000، وبلغ عدد الأسر 9,189 أسرة وعدد العائلات 7,370 عائلة مقيمة في المنطقة السكنية. في حين سجلت الكثافة السكانية 631.6 نسمة لكل كيلومتر مربع (1,635.8/ميل2). وبلغ عدد الوحدات السكنية 9,874 وحدة بمتوسط كثافة قدره 210.1 لكل كيلومتر مربع (544.2/ميل2).
وتوزع التركيب العرقي للمنطقة السكنية بنسبة 63.15% من البيض و13.03% من الأمريكيين الأفارقة و0.55% من الأمريكيين الأصليين و2.03% من الأمريكيين ذوي الأصول الآسيوية و0.06% من سكان جزر المحيط الهادئ و18.29% من الأعراق الأخرى و2.89% من عرقين مختلطين أو أكثر و37.11% من الهسبانيون أو اللاتينيون من أي عرق.
بلغ عدد الأسر 9,189 أسرة كانت نسبة 54.1% منها لديها أطفال تحت سن الثامنة عشر تعيش معهم، وبلغت نسبة الأزواج القاطنين مع بعضهم البعض 60.4% من أصل المجموع الكلي للأسر، ونسبة 13.8% من الأسر كان لديها معيلات من الإناث دون وجود شريك، بينما كانت نسبة 5.9% من الأسر لديها معيلون من الذكور دون وجود شريكة وكانت نسبة 19.8% من غير العائلات. تألفت نسبة 15.7% من أصل جميع الأسر من عدة أفراد يعيشون في نفس المنزل ونسبة 3.7% كانت تتألف من شخص يعيش بمفرده يبلغ من العمر 65 عاماً أو أكثر. وبلغ متوسط حجم الأسرة المعيشية 3.22، أما متوسط حجم العائلات فبلغ 3.60.
بلغ العمر الوسطي للسكان 28.8 عاماً. وكانت نسبة 33.7% من القاطنين تحت سن الثامنة عشر، وكانت نسبة 10.6% بين الثامنة عشر والرابعة والعشرين عاماً، ونسبة 32.1% كانت واقعةً في الفئة العمرية ما بين الخامسة والعشرين والرابعة والأربعين عاماً، ونسبة 18.2% كانت ما بين الخامسة والأربعين والرابعة والستين، ونسبة 5.1% كانت ضمن فئة الخامسة والستين عاماً فما فوق. يوجد لكل 100 أنثى 100.5 ذكر، ويوجد لكل 100 أنثى في الثامنة عشر من عمرها فما فوق 97.3 ذكر.
بلغ متوسط دخل الأسرة في المنطقة السكنية 35,199 دولارًا، أما متوسط دخل العائلة فبلغ 37,363 دولارًا. وكان متوسط دخل الذكور 31,441 دولارًا مقابل 25,273 دولارًا للإناث. وسجل دخل الفرد الخاص بالمنطقة السكنية 13,708 دولارًا. وكانت نسبة 14.9% من العائلات ونسبة 16.7% من السكان تحت خط الفقر، وكان من هؤلاء نسبة 20.6% تحت سن الثامنة عشر ونسبة 16.7% في الخامسة والستين من العمر وما فوق.

### تعداد عام 2010
بلغ عدد سكان تشانلفيو 38,289 نسمة بحسب تعداد عام 2010، وبلغ عدد الأسر 11,070 أسرة وعدد العائلات 9,069 عائلة مقيمة في المنطقة السكنية. في حين سجلت الكثافة السكانية 814.7 نسمة لكل كيلومتر مربع (2,110.1/ميل2). وبلغ عدد الوحدات السكنية 11,982 وحدة بمتوسط كثافة قدره 254.9 لكل كيلومتر مربع (660.2/ميل2).
وتوزع التركيب العرقي للمنطقة السكنية بنسبة 55.87% من البيض و15.31% من الأمريكيين الأفارقة و0.81% من الأمريكيين الأصليين و1.61% من الأمريكيين ذوي الأصول الآسيوية و0.06% من سكان جزر المحيط الهادئ و22.61% من الأعراق الأخرى و3.75% من عرقين مختلطين أو أكثر و60.33% من الهسبانيون أو اللاتينيون من أي عرق.
بلغ عدد الأسر 11,070 أسرة كانت نسبة 55.7% منها لديها أطفال تحت سن الثامنة عشر تعيش معهم، وبلغت نسبة الأزواج القاطنين مع بعضهم البعض 56.9% من أصل المجموع الكلي للأسر، ونسبة 17.6% من الأسر كان لديها معيلات من الإناث دون وجود شريك، بينما كانت نسبة 7.4% من الأسر لديها معيلون من الذكور دون وجود شريكة وكانت نسبة 18.1% من غير العائلات. تألفت نسبة 14.5% من أصل جميع الأسر من عدة أفراد يعيشون في نفس المنزل ونسبة 3.5% كانت تتألف من شخص يعيش بمفرده يبلغ من العمر 65 عاماً أو أكثر. وبلغ متوسط حجم الأسرة المعيشية 3.45، أما متوسط حجم العائلات فبلغ 3.81.
بلغ العمر الوسطي للسكان 28.3 عاماً. وكانت نسبة 34.5% من القاطنين تحت سن الثامنة عشر، وكانت نسبة 10.6% بين الثامنة عشر والرابعة والعشرين عاماً، ونسبة 29.8% كانت واقعةً في الفئة العمرية ما بين الخامسة والعشرين والرابعة والأربعين عاماً، ونسبة 19.8% كانت ما بين الخامسة والأربعين والرابعة والستين، ونسبة 5.3% كانت ضمن فئة الخامسة والستين عاماً فما فوق. وتوزع التركيب الجنسي للسكان بنسبة 50.2% ذكور و49.8% إناث.

## أعلام
- كريس سامبسون